# Admeto (Händel)
Admeto è un'opera in tre atti di Georg Friedrich Händel.
Fu rappresentata per la prima volta all'Haymarket Theatre di Londra il 31 gennaio 1727. 
Il famoso cantante evirato Senesino interpretò la parte del protagonista, Faustina Bordoni Alceste, Francesca Cuzzoni Antigona e Giuseppe Maria Boschi Ercole.
Nella ripresa londinese de 25 maggio 1728 ebbe la seconda versione, il 7 dicembre 1731 la terza versione con Anna Maria Strada come Antigona ed il 12 marzo 1754 la quarta versione.
Nel 1925 è avvenuta la prima a Braunschweig, nel 2009 al Festival Theatre di Edimburgo per il Göttingen International Handel Festival, nel 2010 all'Opera di Lipsia e nel 2014 al Theater an der Wien.